# Villedubert
Villedubert är en kommun i departementet Aude i regionen Occitanien  i södra Frankrike. Kommunen ligger  i kantonen Capendu som ligger i arrondissementet Carcassonne. År 2022 hade Villedubert 340 invånare.

## Befolkningsutveckling
Antalet invånare i kommunen Villedubert
Referens: INSEE